# Ar 234轟炸機
Ar 234「閃電式」轟炸機（德語：Arado Ar 234 Blitz）是世界上首種實用化的噴射動力轟炸機，由德國阿拉多在第二次世界大戰尾聲時所製造。
雖然是轟炸機，在實際運用上，Ar 234大部分是擔任偵察機的角色，僅少數擔任轟炸機角色，它的速度性能，使它幾乎不可能被敵機攔截，是1945年少數還能飛到英國的德軍飛機。「閃電」（德語：Blitz）是Ar 234普遍被人熟知的別名，起緣來自於Ar 234B-2轟炸機型的非正式名稱「閃電轟炸機」（德語：Blitz-Bomber，指非常快速的轟炸機）。另一個別名「狗魚」（德語：Hecht），則來自於其中一個裝備此機的單位「狗魚」特殊轟炸機單位（德語：Sonderkommando Hecht）。
直到戰爭結束時，僅有約210架Ar 234完成。

## 設計特點與發展歷史

### 發展背景與原型機
1940年秋，帝國航空部提出了一個航程能達到2,156公里噴射動力高速偵察機的需求。阿拉度是唯一有回應的公司，提出了由Walter Blume教授所領導的「E.370計畫」，其採用高單翼，平直翼型，兩翼下各吊掛一具容克斯Jumo 004發動機的設計。此機在計劃時重量會達到8,000公斤。為了減輕機體重量並加大內載燃油量，阿拉度沒有採用一般的可伸縮式起落架；採用的方案是：飛機是搭載一輛可分離的前三點式的臺車上起飛，與利用位於機身中段與發動機整流罩下方的可伸縮式滑橇降落。
阿拉度推估此設計可以在6,000公尺高度，達到780公里/時的極速，實用升限可達11,000公尺，航程可達1,995公里。
雖然航程未達到帝國航空部提出的要求，但是航空部喜歡這個設計，並訂了兩架原型機，定名為Ar 234。雖然在1941年底就大致上完成了，但是容克斯Jumo 004發動機未能備便，而且直到1943年二月前該發動機都未能備妥。當發動機從容克斯送抵阿拉多工廠，該發動機的可靠度上不足以達到適航狀態，所以只先進行靜態與滑行測試。適航狀態的發動機終於在開年春季交貨，隨後Ar 234 V1在1943年6月15日完成首航。到了九月，有四架原型機可以飛行。有八架原型機安裝了原始設計的臺車—滑橇式起落架。其中第六（V6）與第八架（V8）原型機改用四具BMW 003取代原來的兩具Jumo 004，V6號採用的是四個獨立的發動機艙，V8號採用的是一對雙聯裝發動機艙分別裝於兩翼下，成為第一種四發噴射機。第七號原型機Ar 234 V7在1944年8月2日成為史上第一架執行偵察任務的噴射機。

## 衍生型號

### Ar 234B
自1944年夏直到戰爭結束的整個期間，約有總數210架Ar 234完成。在1945年2月，產線切換成C型，並希望能在1945年11月達到每月500架的生產率。
- Ar 234B-0：預量產機，共生產了20架。
- Ar 234B-1：偵查機型，裝備兩臺Rb 50/30或Rb 75/30相機。
- Ar 234B-2：轟炸機型，最大載彈量2,000（4,400磅）。
- Ar 234B-2/N：夜間戰鬥機型，搭載FuG218雷達，兩門20mm MG-151/20，並在機身中段增加雷達操作員席位。

### Ar 234C
Ar 234C系列裝備四具BMW 003A發動機，一對分別裝於兩翼下的雙聯裝發動機艙裡，這種構型是基於第八號Ar 234原型機的試飛結果。這項改變的主因是要將Jumo 004的產能用來全力生產Me 262，這項改變增加了總推力，尤其是起飛與爬升時的表現。與B系列相比，空速快了20%，因為具有較佳的爬升能力，所以航程也有所增加。雖然Diether Lukesch準備組成一個可作戰的測試單位，但是Ar 234C並未及時發展完成參與實戰。C系列中最主要的副型：「C-1」：四發動機版本的B-1與「C-2」：四發動機版本的B-2。在戰爭結束前，至少有其他七種C系列構型在設計或計畫中，包括了轟炸機、武裝偵察機、夜間戰鬥機以及重型轟炸機。共有十四架Ar 234C的原型機在戰爭結束前完成，其中包含了C-1與C-2型。
- Ar 234C-1 :四發動機版本的Ar 234B-1。
- Ar 234C-2 :四發動機版本的Ar 234B-2。
- Ar 234C-3 :多用途機型，裝備有兩門20 mm MG 151/20於機鼻。
- Ar 234C-3/N :計畫中的雙座夜間戰鬥機型，武裝為兩門向前射擊的20 mm MG-151/20與兩門30（1.18英寸）MK 108，搭載FuG 218 Neptun V 雷達。
- Ar 234C-4 :武裝偵查機型，搭載兩臺相機，武裝為四門20 mm MG 151機砲。
- Ar 234C-5 :計劃中改為並列雙座駕駛艙的構型，第28號原型機改造成此構型測試。
- Ar 234C-6 :計畫中的雙座偵查機型，第29號原型機改造成此構型測試。
- Ar 234C-7 :夜間戰鬥機型，並列雙座駕駛艙的構型，搭載增大的FuG 245 Bremen O 空腔磁控管釐米波（30 GHz）雷達。
- Ar 234C-8 :計畫中的單座轟炸機型，搭載兩具1,080（2,380磅）Jumo 004D渦輪噴射發動機。

### Ar 234D
D系列是雙座飛機，是基於B系列的機身，加上新設計加大的雙人駕駛艙，預定搭載兩具推力更大的Heinkel HeS 011渦輪噴射發動機。但是Heinkel HeS 011未曾達到量產階段，以致於沒有任何一架Ar 234D被生產出來。
- Ar 234D-1 :計畫中的偵查機型，未生產。
- Ar 234D-2 :計畫中的轟炸機型，未生產。

### Ar 234P
P系列是夜間戰鬥機型，有著數種不同的發動機與雷達搭配。有數種構型在計劃階段，但是皆未能進入量產。
- Ar 234P-1 :雙座，裝備四具BMW 003A-1（英语：BMW 003）發動機，一門20 mm MG-151/20與一門30（1.18英寸）MK 108。
- Ar 234P-2 :雙座，具備新設計13（0.51英寸）裝甲保護的座艙。
- Ar 234P-3 :裝備HeS 011A發動機的P-2，但是兩側皆裝有兩門機砲。
- Ar 234P-4 :類似P-3，但是裝備Jumo 004D發動機。
- Ar 234P-5 :三座，裝備HeS 011A發動機，一門20 mm MG-151/20與四門30（1.18英寸）MK 108。

## 現存機

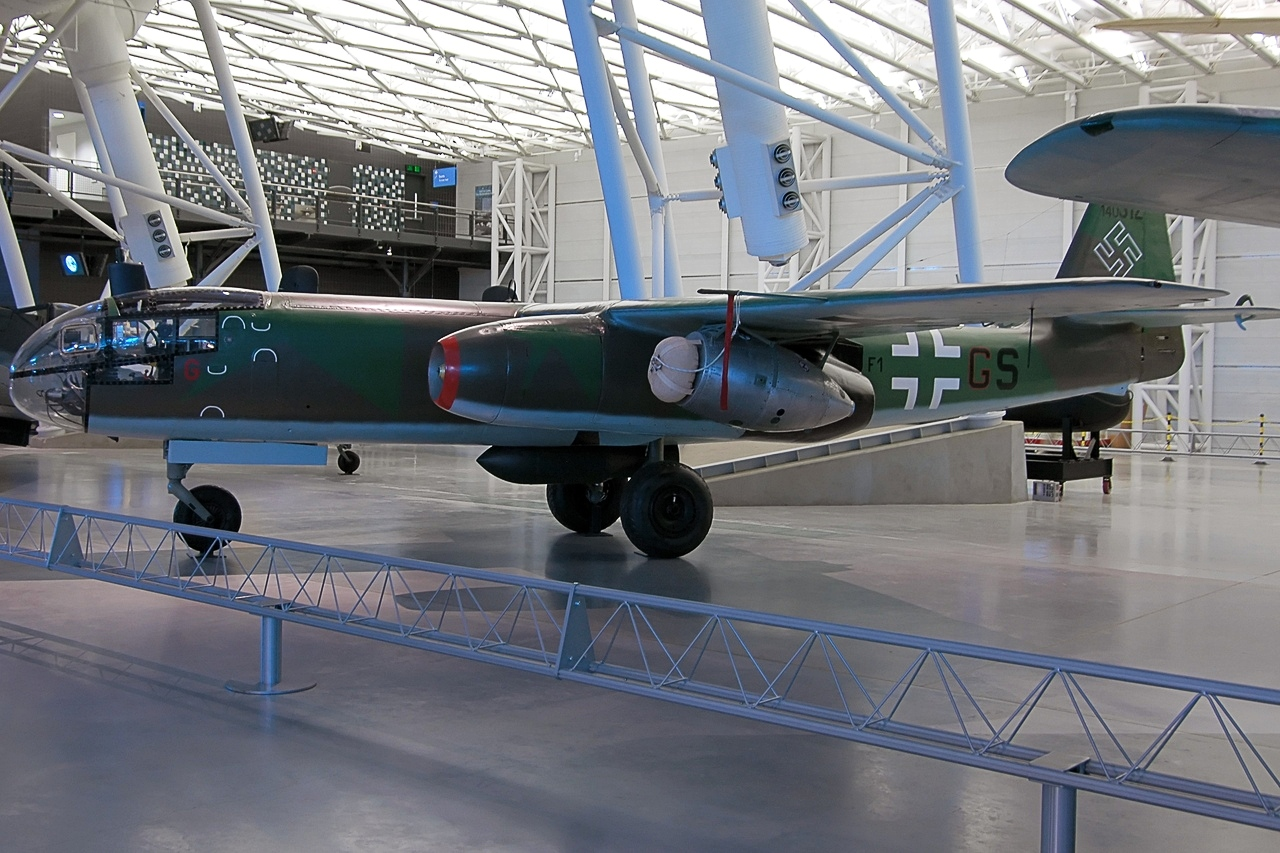
Arado Ar 234 B-2（National Air and Space Museum）（Steven F. Udvar-Hazy Center）

僅有一架Ar 234留存至今。這架機體是工廠序號（德語：Werknummer）140312的Ar 234B-2型，是在挪威斯塔萬格附近的Sola基地向英軍投降的九架飛機之一。

## 使用國
- 德国
  - 納粹德國空軍
    - Kampfgeschwader 76

## 性能諸元（Ar 234B）
基本信息
- 机组：1

性能
武器

Ar234B

- 2門20 mm MG 151機砲 裝設在機尾，向後射擊 (選擇性裝備)
- 最多能外掛1,500 kg（3,309磅)炸彈

## 相關連結
http://www.wehrmacht-history.com/luftwaffe/bombers/arado-ar-234-bomber.htm（页面存档备份，存于）

### Bibliography
- Bateson, Richard P. Arado Ar 234 Blitz (Aircraft in Profile 215). Windsor, Berkshire, UK: Profile Publications Ltd., 1972.
- Fleischer, Seweryn and Ryś, Marek. Ar 234 Blitz (Aircraft Monograph 10). Gdańsk, Poland: AJ-Press, 2nd expanded edition, 2004. ISBN 83-7237-146-2.
- Griehl, Manfred. Arado Ar 234（Luftwaffe Profile Series no. 15）. Atgle, PA: Schiffer Books, 2001. ISBN 0-7643-1431-9.
- Griehl, Manfred. Strahlflugzeug Arado Ar 234 'Blitz'. Stuttgart, Germany: Motorbuch Verlag, 2003. ISBN 3-613-02287-7.
- Kobel, Franz. The World's First Jet Bomber - Arado Ar 234. Atglen, PA: Schiffer Books, . ISBN 0-88740-203-8.
- Kranzhoff, Jörg Armin. Arado, History of an Aircraft Company. Atglen, PA: Schiffer Books, 1997. ISBN 0-7643-0293-0.
- Murawski, Marek J. Arado Ar 234 Blitz (Kagero Monograph 33)（bilingual Polish/English）. Lublin, Poland: Kagero, 2007. ISBN 83-6044-566-2.
- Myhra, David. Arado Ar 234C, An Illustrated History. Atglen, PA: Schiffer Books, 2000. ISBN 0-7643-1182-4.
- Smith, J. Richard and Creek, Eddie J. Arado Ar 234 Blitz（Monogram Monarch Series no.1）. Monogram Aviation Publications, 1992. ISBN 0-914144-51-0.
- Smith, J. Richard and Creek, Eddie J. Arado Ar 234B (Monogram Close-Up 23). Boylston, Massachusetts: Monogram Aviation Publications, 1984. ISBN 0-914144-23-5.
- Smith, J. Richard and Creek, Eddie J. Military Aircraft in Detail: Arado Ar 234A. Midland, 2006. ISBN 1-85780-225-X.

## 外部連結
- Air Vectors - Arado Ar 234（页面存档备份，存于）
- Sole surviving example of the Ar 234-Smithsonian National Air & Space Museum